# Буксвиллер (Нижний Рейн)
Буксвилле́р (фр. Bouxwiller, [buksvilɛʀ], нем. Buchsweiler, эльз. Buxwiller) — город и коммуна на северо-востоке Франции в регионе Гранд-Эст (бывший Эльзас — Шампань — Арденны — Лотарингия), департамент Нижний Рейн, округ Саверн, кантон Буксвиллер.

## Географическое положение
Коммуна Буксвиллер находится на крайнем востоке Франции, в департаменте Нижний Рейн региона Эльзас. Численность населения коммуны составляет 4.009 человек (на 2006 год). Площадь Буксвиллера — 25,59 км². Входит в состав кантона Буксвиллер.
Площадь коммуны — 25,59 км², население — 4009 человек (2006) с тенденцией к стабилизации: 4037 человек (2013), плотность населения — 157,8 чел/км².

## Население
Население коммуны в 2011 году составляло 3994 человека, в 2012 году — 4017 человек, а в 2013-м — 4037 человек.
| 1962 | 1968 | 1975 | 1982 | 1990 | 1999 | 2006 | 2008 | 2011 | 2012 | 2013 |
| ---- | ---- | ---- | ---- | ---- | ---- | ---- | ---- | ---- | ---- | ---- |
| 2751 | 2804 | 3706 | 3655 | 3693 | 3683 | 4009 | 3932 | 3994 | 4017 | 4037 |

Динамика населения:

## Экономика
В 2010 году из 2480 человек трудоспособного возраста (от 15 до 64 лет) 1838 были экономически активными, 642 — неактивными (показатель активности 74,1 %, в 1999 году — 70,7 %). Из 1838 активных трудоспособных жителей работали 1636 человек (893 мужчины и 743 женщины), 202 числились безработными (99 мужчин и 103 женщины). Среди 642 трудоспособных неактивных граждан 179 были учениками либо студентами, 236 — пенсионерами, а ещё 227 — были неактивны в силу других причин.

## История
На территории Буксвиллера уже в древнеримские времена существовало поселение. В Средние века Буксвиллер, наряду с замком Лихтенберг, входил в феодальное владение Лихтенберг. После образования в 1480 году графства Ханау-Лихтенберг Буксвиллер становится одним из его центров. В XVI века он получает городской статус. В 1528 году здесь возводится больница, в 1612 — латинская школа. В 1545 году в Буксвиллере проходит Реформация.
Буксвиллер был занят французскими войсками во время Тридцатилетней войны. Окончательно вошёл в состав Франции в 1680 году, в годы правления короля Людовика XIV. В бурное время Великой французской революции и последующих Наполеоновских войн городок подвергался разрушениям. В XIX — середине XX века город жил в том числе за счёт горнодобывающей отрасли находившихся поблизости шахт.

## Достопримечательности (фотогалерея)

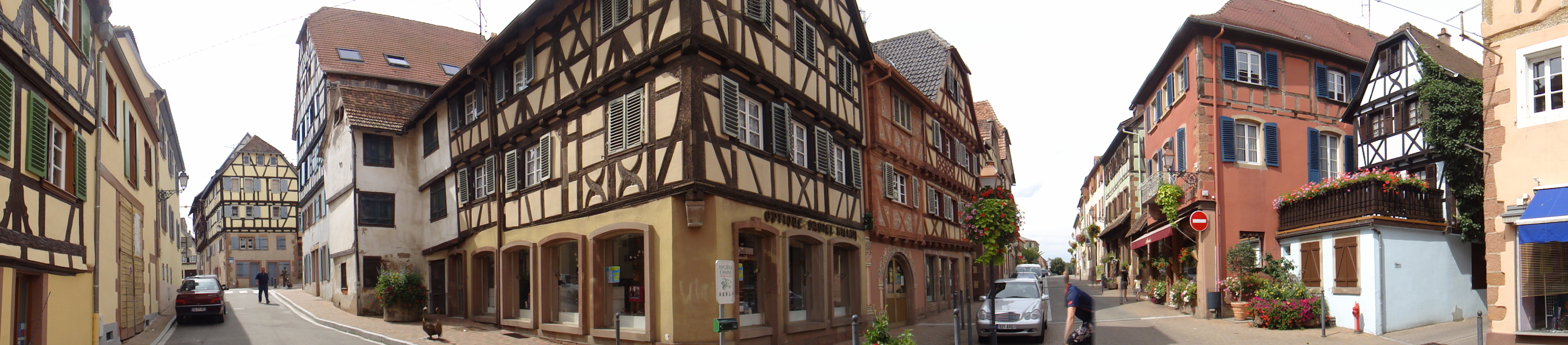
Панорама главной площадиGrand’Rue.jpg

В Буксвиллере сохранились в значительном числе здания-фахверки, возведённые в XVII столетии, что делает его одним из самых живописных городков Эльзаса. В городе также находится — в здании бывшей синагоги — Музей эльзасских евреев (Le Musée judéo-alsacien). Проживавшие здесь в Средневековье евреи говорили на особом, эльзасском диалекте языка идиш.

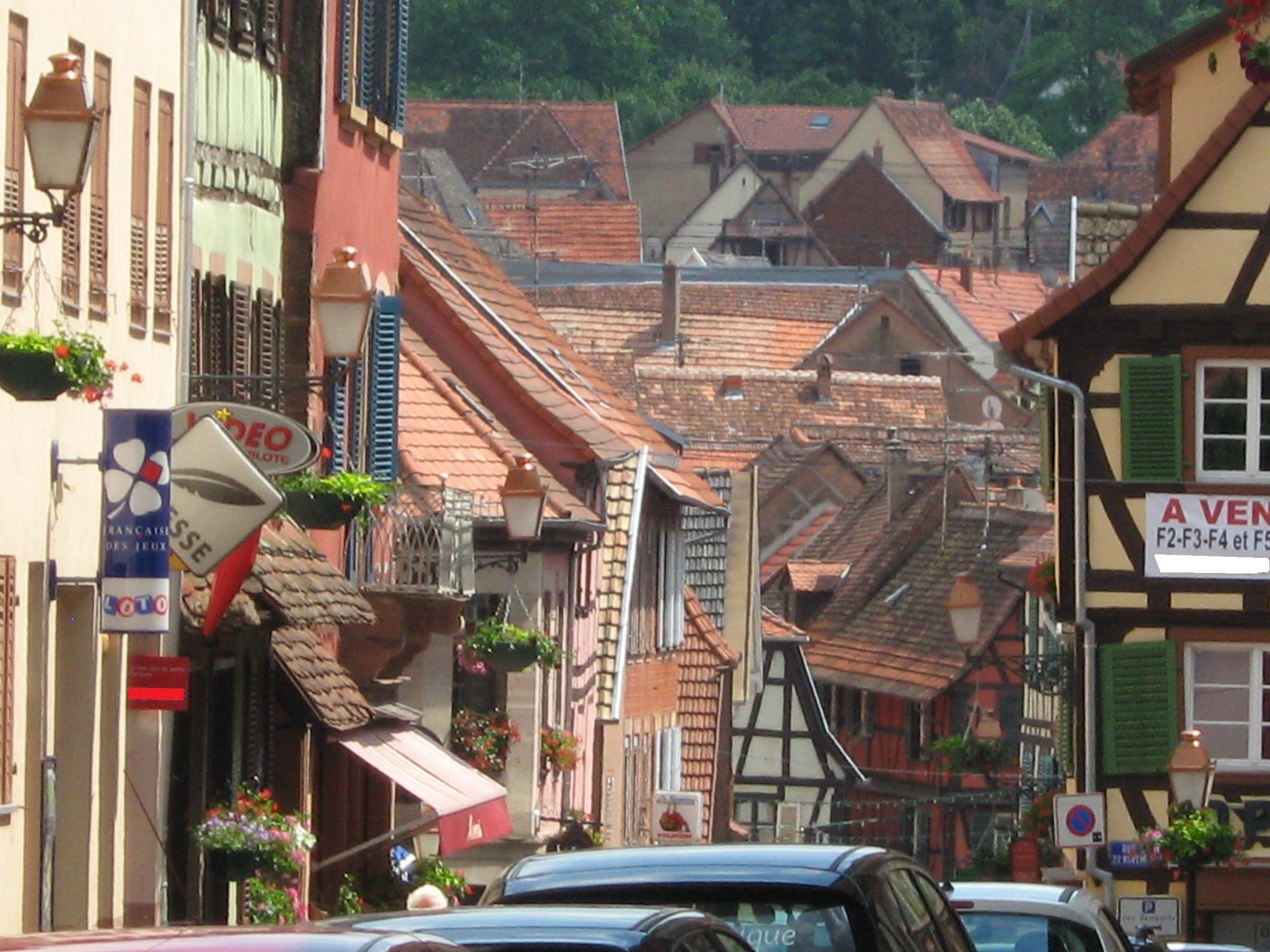
Центр
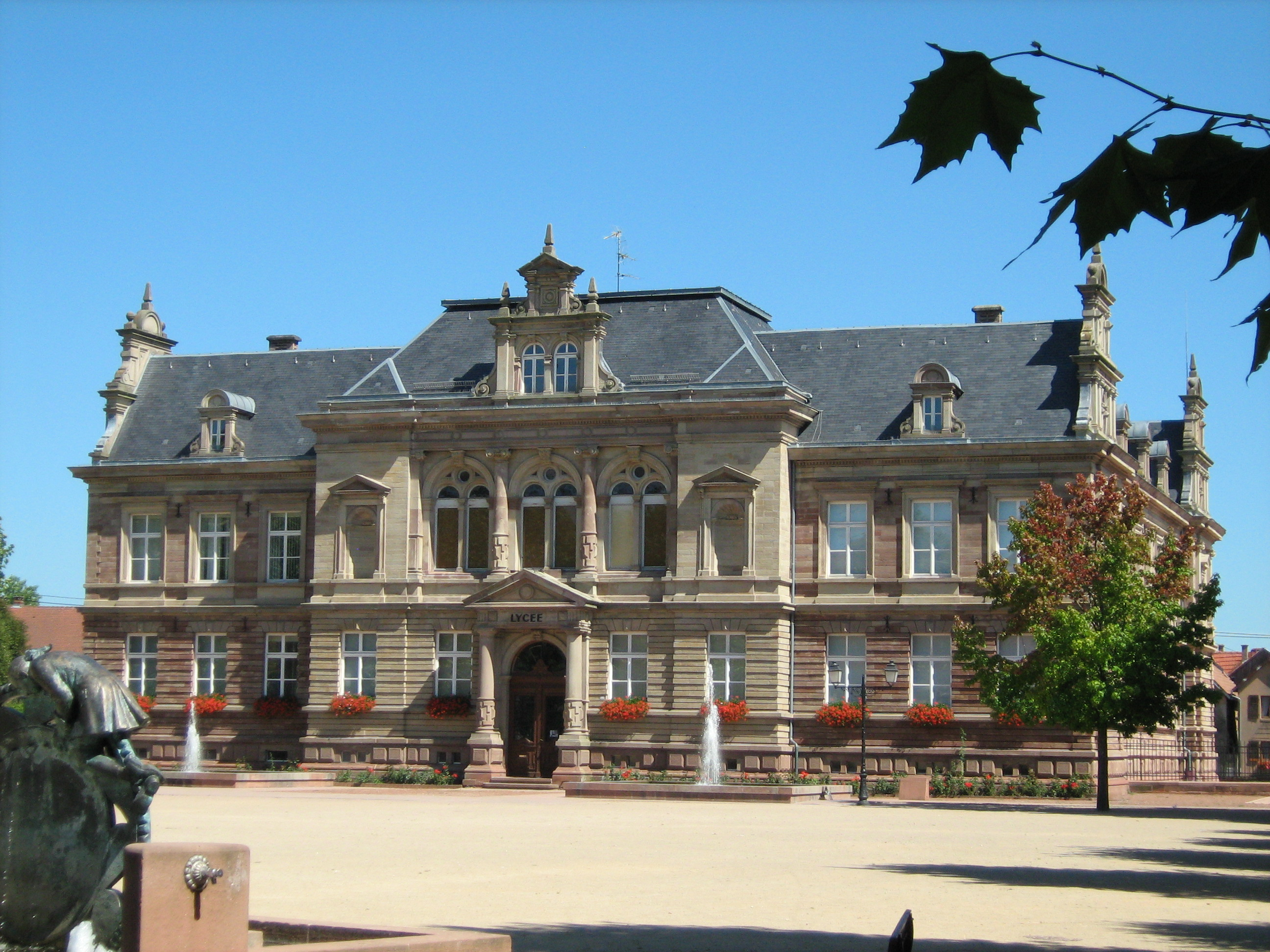
Здание лицея
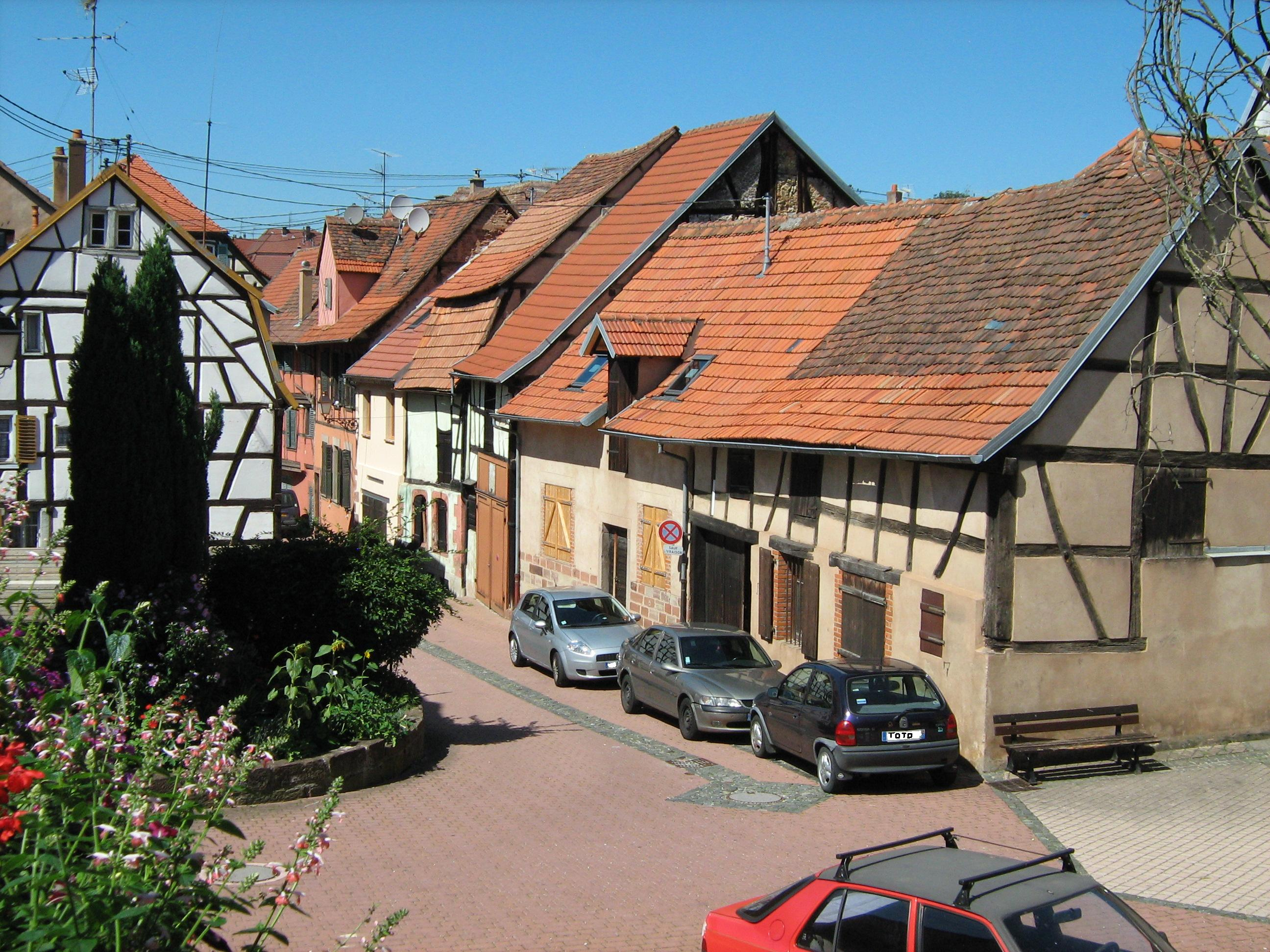
На улице
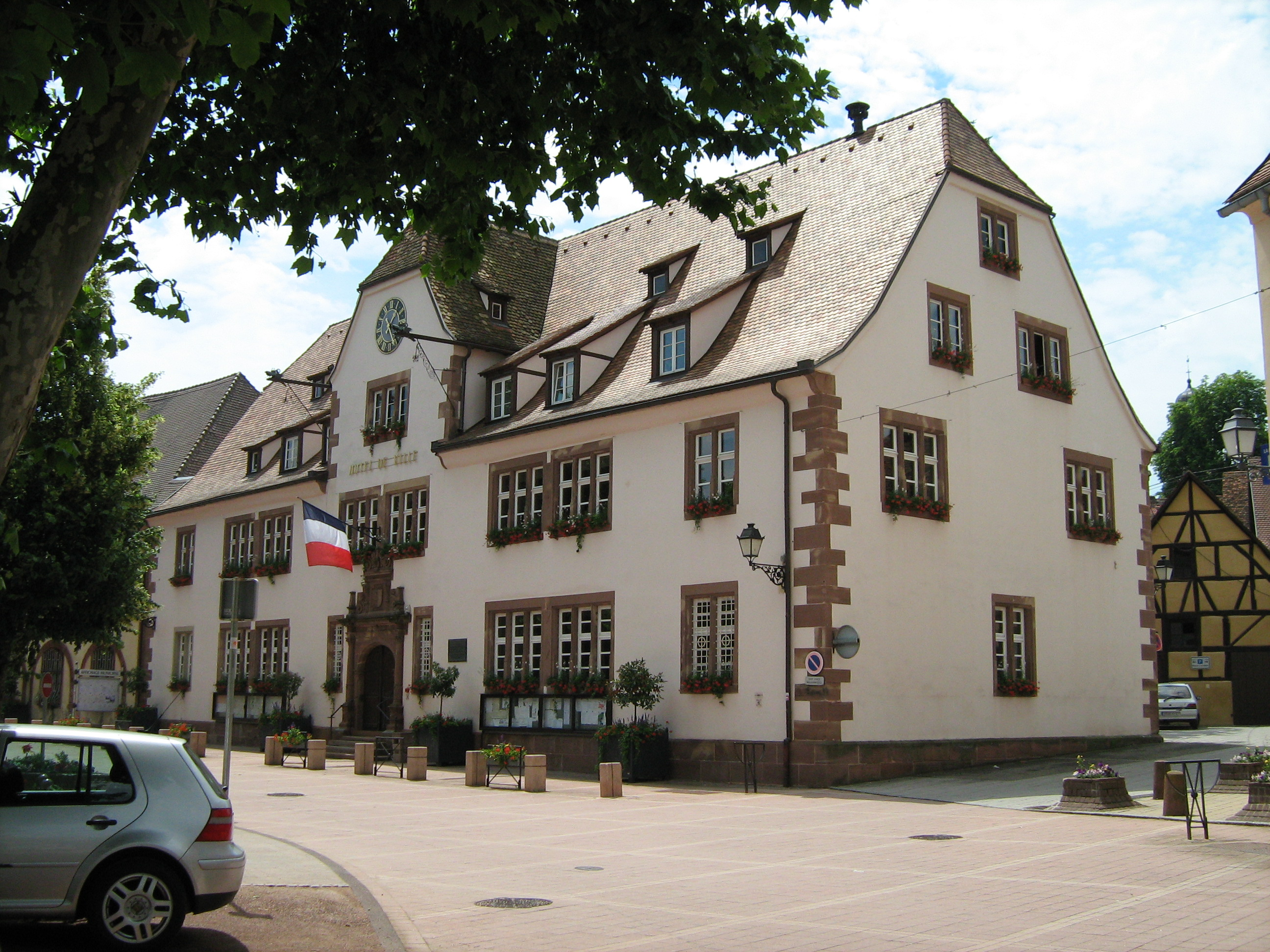
Здание мэрии
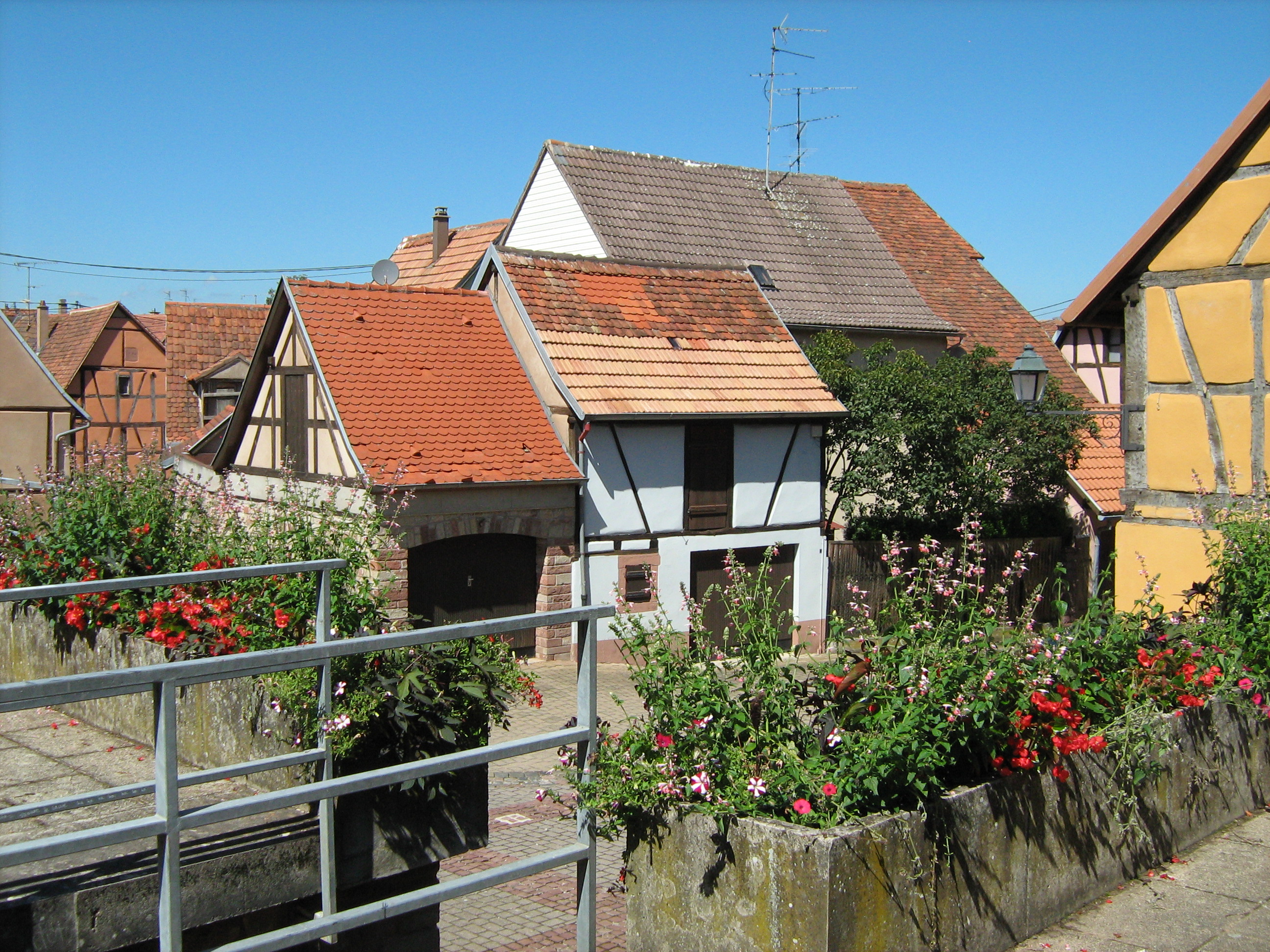
Почтовое отделение
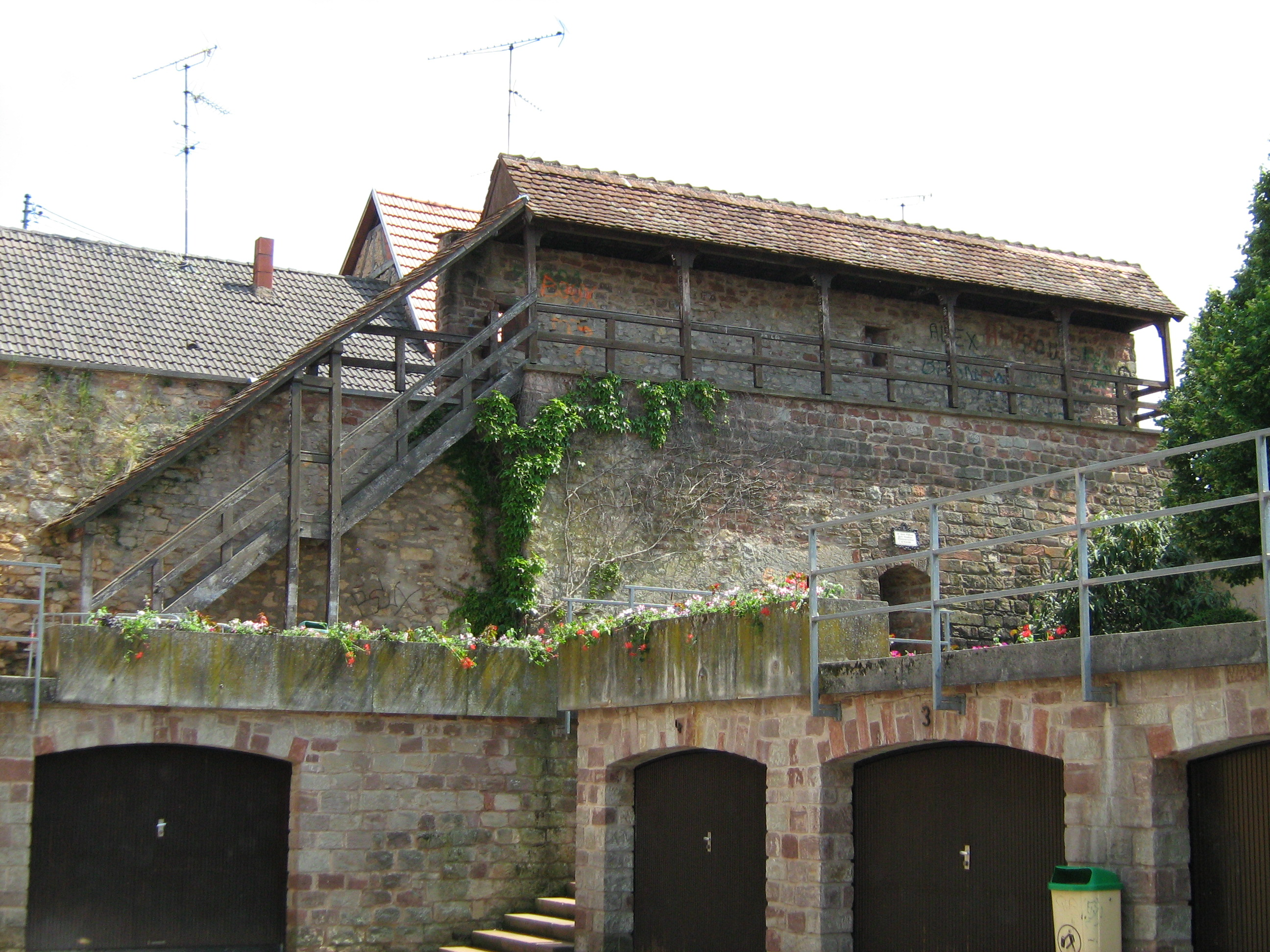

## Города-партнёры
- Бабенхаузен